# 七一路街道 (周口市)
七一路街道，是中华人民共和国河南省周口市川汇区下辖的一个乡镇级行政单位。

## 行政区划
七一路街道下辖以下地区：
文明社区、八一社区、张庄社区、新闻社区、七一社区、周滨社区、颍河社区、李庄社区、康湾社区和东杨庄社区。